# Protolipterna ellipsodontoides
Protolipterna ellipsodontoides è un mammifero estinto, appartenente ai litopterni. Visse tra il Paleocene superiore e l'Eocene inferiore (circa 58 - 55 milioni di anni fa) e i suoi resti fossili sono stati ritrovati in Sudamerica.

## Descrizione
Questo animale era di piccole dimensioni, e non doveva superare i 35 centimetri di lunghezza; il peso doveva aggirarsi intorno al chilogrammo. Possedeva un corpo compatto e zampe piuttosto allungate e snelle. L'aspetto generale doveva essere forse paragonabile a quello di un odierno tragulo. Il cranio possedeva molari a corona bassa (brachiodonti) e bunodonti, ma possedeva anche lunghi canini superiori a forma di zanne, proprio come i traguli odierni. Le zampe di Protolipterna, allungate e snelle, suggeriscono un'andatura digitigrada, al contrario dei notoungulati suoi contemporanei come Colbertia, che erano invece plantigradi.

## Classificazione
Protolipterna ellipsodontoides è stato descritto per la prima volta da Cifelli nel 1983, sulla base di resti fossili frammentari (una mandibola con denti) rinvenuta nella zona di Itaboraì in Brasile, in terreni databili alla fine del Paleocene o all'inizio dell'Eocene. Successivamente sono stati ritrovati numerosi altri resti, che hanno permesso di ricostruire l'aspetto di questo animale e di accertarne le affinità. 
Protolipterna è considerato un membro arcaico dei litopterni, un gruppo di mammiferi sviluppatisi in Sudamerica nel corso del Cenozoico, che andarono a occupare varie nicchie ecologiche. Protolipterna è il genere eponimo dei Protolipternidae, una famiglia forse parafiletica che comprende i membri più primitivi tra i litopterni (il nome Protolipterna è composto da un anagramma di Litopterna e dal prefisso proto-, "primo"). Affine a questo genere era Asmithwoodwardia.

## Paleoecologia
Lo studio dello scheletro postcranico di Protolipterna ha permesso di ipotizzare che questo animale, grazie alle sue lunghe zampe digitigrade, fosse in grado di correre velocemente e anche di saltare. I molari bunodonti erano ideali per masticare foglie tenere. Non è chiaro se i lunghi canini superiori fossero una caratteristica riguardante solo uno dei due sessi (dimorfismo sessuale).